# Таккелла, Эли
Эли Таккелла (итал. Ely Tacchella; 25 мая 1936, Невшатель — 2 августа 2017, Коломбье, Невшатель) — швейцарский футболист, играл на позиции защитника. Участник двух чемпионатов мира (1962, 1966).

## Биография

### Клубная карьера
Таккелла начинал карьеру в клубе «Ксамакс», за который играл 4 сезона.
В 1960 году перешёл в «Лозанну», в составе которой играл 9 сезонов, став чемпионом Швейцарии в 1965 году, а также выиграл 2 Кубка Швейцарии в 1962 и 1964 годах. В конце 1969 года вернулся в «Ксамакс», в котором завершил карьеру игрока.

### Карьера в сборной
В составе сборной Швейцарии играл на двух чемпионатах мира (1962, 1966), на которых швейцарцы выступали неудачно, занимая в группе последнее место. Всего за сборную Швейцарии сыграл 42 матча, в которых не забил ни одного мяча.

### Смерть
Скончался 2 августа 2017 года в возрасте 81 года.

## Достижения
«Лозанна»
- Чемпион Швейцарии: 1964/65
- Обладатель Кубка Швейцарии (2): 1961/62, 1963/64